# Мунтанъярви
Мунтанъярви (фин. Muntaanjärvi) — озеро в России, в Суоярвском районе республики Карелия, относится к бассейну Ладожского озера.
Площадь водоёма 3,3 км². Водосборная площадь 417 км². Высота над уровнем моря — 161,1 м.
Через озеро протекает река Толвайоки.
Через ряд проток и озёр в озеро впадает безымянный водоток, текущий из озера Пинисъярви.

## Данные водного реестра
Код объекта в государственном водном реестре — 01050000111102000011790.